# Cieśle (powiat piotrkowski)
Cieśle – wieś w Polsce położona w województwie łódzkim, w powiecie piotrkowskim, w gminie Łęki Szlacheckie.
| SIMC    | Nazwa | Rodzaj     |
| ------- | ----- | ---------- |
| 1040059 | Gać   | przysiółek |

W latach 1975–1998 miejscowość administracyjnie należała do województwa piotrkowskiego.